# Bai Hua
Ne doit pas être confondu avec Bai Hua (poète).
Pour les articles homonymes, voir Bai.
Bai Hua (白桦) (de son vrai nom Chen Youhua 陈佑华) est un écrivain chinois né le 20 novembre 1930, à Xinyang et mort le 15 janvier 2019 à Shanghai.

## Biographie
Engagé dans l’armée à 17 ans, Bai Hua n’a cessé d'avoir des démêlés avec le pouvoir, étant qualifié d'élément "droitier" durant la révolution culturelle. Il vivait à Shanghai avec son épouse.
Il publie son premier roman en 1946 avec "Les Tisseuses", tandis que 1952 voit au cinéma le premier scénario de sa main, adapté de "Clochettes annonçant la caravane".
Il a épousé l'actrice Wang Pei en 1956 . La même année, il publie un long poème "Les aigles".

## Œuvres
- Ah! Maman  (《妈妈呀，妈妈!》), roman traduit du chinois par Li Tche-houa et Jacqueline Alezaïs, Éditions Belfond, 1991  (ISBN 2-7144-2635-2))
- À demain désespoir, roman traduit du chinois par Yvonne André, Editions You Feng Libraire & Editeur, Novembre 2013  (ISBN 978-2-84279-578-8)